# Greg Valentine
John Anthony Wisniski Jr. (Seattle (Washington), 20 september 1950), beter bekend als Greg "The Hammer" Valentine, is een Amerikaans voormalig professioneel worstelaar. Hij is de zoon van de voormalige worstelaar John Theodore Wisniski.

## In worstelen
- Afwerking en kenmerkende bewegingen
  - Figure four leglock, soms met een 90° angle
  - Back elbow smash
  - Belly to back suplex
  - Bionic elbow
  - Knife-edged chop
  - Piledriver
  - Pointed elbow drop to the opponent's midsection
  - Running elbow drop
  - Vertical suplex

- Managers
  - Skandor Akbar
  - Captain Lou Albano
  - Grand Wizard
  - Jimmy Hart
  - Sir Oliver Humperdink
  - Luxurious Lynne
  - Madusa
  - Rico Suave
  - Johnny Valiant
  - Darren Wise
  - "Mr. Terrific" Tim Lawler

- Bijnaam
  - "The Hammer"

## Kampioenschappen en prestaties
- American Wrestling Association
  - AWA Midwest Tag Team Championship (1 keer met Jerry Miller)

- American Wrestling Federation
  - AWF Tag Team Championship (1 keer met Tommy Rich)

- International World Class Championship Wrestling
  - IWCCW Heavyweight Championship (1 keer)

- Maple Leaf Wrestling
  - NWA Canadian Heavyweight Championship (1 keer)

- Mid-Atlantic Championship Wrestling - World Championship Wrestling
  - NWA Mid-Atlantic Heavyweight Championship (2 keer)
  - NWA Mid-Atlantic Tag Team Championship (1 keer met Ric Flair)
  - NWA Mid-Atlantic Television Championship (2 keer)
  - NWA Television Championship (2 keer)
  - NWA United States Heavyweight Championship (2 keer)
  - NWA World Tag Team Championship (4 keer; 1x met Baron Von Raschke, 1x met Ray Stevens en 2x met Ric Flair)
  - WCW United States Tag Team Championship (1 keer met Terry Taylor)

- National Wrestling Alliance
  - NWA North American Heavyweight Championship (1 keer)

- NWA Hollywood Wrestling
  - NWA Americas Heavyweight Championship (2 keer)
  - NWA Beat the Champ Television Championship (2 keer)

- NWA Texas
  - NWA North American Heavyweight Championship (1 keer)

- NWA Tri-State
  - NWA United States Tag Team Championship (2 keer; 1x met Bill Watts en 1x met Gorgeous George Jr.)

- NWA Western States Sports
  - NWA Western States Tag Team Championship (1 keer met Don Fargo)

- National Wrestling Federation
  - NWF World Tag Team Championship (2 keer met Don Fargo)

- Pro Wrestling Illustrated
  - PWI Most Hated Wrestler of the Year (1975, 1979, 1983)

- World Wrestling Council
  - WWC Caribbean Heavyweight Championship (1 keer)
  - WWC Universal Heavyweight Championship (1 keer)

- World Wrestling Federation / World Wrestling Entertainment
  - WWF Intercontinental Championship (1 keer)
  - WWF Tag Team Championship (1 keer met Brutus Beefcake)
  - WWE Hall of Fame (Class of 2004)